# Jaguar XF
De Jaguar XF is een sport-sedan van het Britse automerk Jaguar. Deze auto verving begin 2008 de Jaguar S-type. De productieversie van de XF werd op de IAA van Frankfurt in 2007 onthuld. De tweede generatie werd op 1 april 2015 op het autosalon van New York getoond.

## Concept model

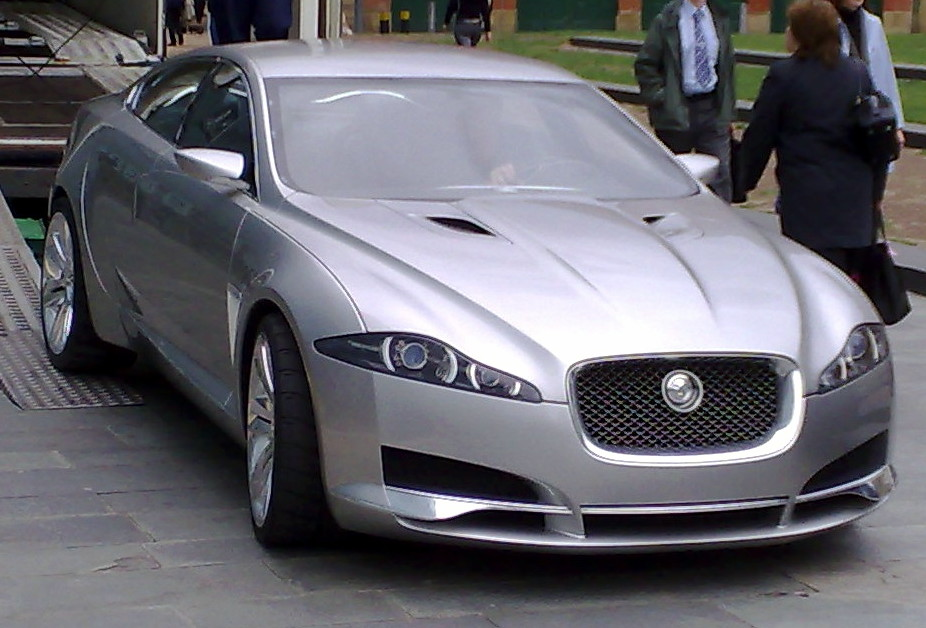
Jaguar C-XF concept

Op de North American International Auto Show van 2007 werd de XF voor het eerst voorgesteld aan het publiek. De auto moest vooral laten zien welke kant Jaguar op wil qua styling. Waar voorgaande Jaguar modellen werden gekenmerkt door een uiterlijk dat duidelijk was afgeleid van Jaguars uit de jaren 60, is de nieuwe XF een moderne auto met strakke lijnen. De XF beschikt over vier deuren maar doet sterk denken aan een coupé. Dit vinden we ook terug bij de Mercedes-Benz CLS.

## Technische gegevens XF met benzinemotor
|                                             | 2.0 i4 Ti                   | 3.0 V6                        | 3.0 V6 Supercharged             | 4.2 V8                        | 4.2 V8 Supercharged           | 5.0 V8                        | 5.0 V8 Supercharged R            | 5.0 V8 Supercharged R-S       |
| Productie                                   | oktober 2012-               | maart 2008-maart 2011         | oktober 2012-                   | maart 2008-maart 2009         | maart 2008-maart 2009         | april 2009-oktober 2012       | april 2009-                      | 2014-                         |
| Motoreigenschappen                          |                             |                               |                                 |                               |                               |                               |                                  |                               |
| Motortype                                   | 4-cilinder in lijn, benzine | 6-cilinder in V-vorm, benzine | 6-cilinder in V-vorm, benzine   | 8-cilinder in V-vorm, benzine | 8-cilinder in V-vorm, benzine | 8-cilinder in V-vorm, benzine | 8-cilinder in V-vorm, benzine    | 8-cilinder in V-vorm, benzine |
| Brandstofinjectie                           | Directe brandstofinjectie   | Directe brandstofinjectie     | Directe brandstofinjectie       | Directe brandstofinjectie     | Directe brandstofinjectie     | Directe brandstofinjectie     | Directe brandstofinjectie        | Directe brandstofinjectie     |
| Aanjager                                    | Bi-Turbo                    | -                             | Compressor                      | -                             | Compressor                    | -                             | Compressor                       | Compressor                    |
| Cilinderinhoud                              | 1999 cm³                    | 2967 cm³                      | 2995 cm³                        | 4196 cm³                      | 4196 cm³                      | 5000 cm³                      | 5000 cm³                         | 5000 cm³                      |
| Vermogen                                    | 177 kW (240 pk) bij 5500tpm | 175 kW (238 pk) bij 6800tpm   | 250 kW (340 pk) bij 6500tpm     | 219 kW (298 pk) bij 6000tpm   | 306 kW (416 pk) bij 6250tpm   | 283 kW (385 pk) bij 6500tpm   | 375 kW (510 pk) bij 6000-6500tpm | 405 kW (550 pk) bij 6500tpm   |
| Koppel                                      | 340 Nm bij 2000-4000tpm     | 293 Nm bij 4100tpm            | 450 Nm bij 3500-5000tpm         | 411 Nm bij 4100tpm            | 560 Nm bij 3500tpm            | 515 Nm bij 3500tpm            | 625 Nm bij 2500-5500tpm          | 680 Nm bij 2500-5500tpm       |
| Krachtoverbrenging                          |                             |                               |                                 |                               |                               |                               |                                  |                               |
| Aandrijving                                 | Achterwielaandrijving       | Achterwielaandrijving         | Achterwiel/vier-wielaandrijving | Achterwielaandrijving         | Achterwielaandrijving         | Achterwielaandrijving         | Achterwielaandrijving            | Achterwielaandrijving         |
| Transmissie                                 | 8-traps automaat            | 6-traps automaat              | 8-traps automaat                | 6-traps automaat              | 6-traps automaat              | 6-traps automaat              | 8-traps automaat                 | 8-traps automaat              |
| Meetwaarden                                 |                             |                               |                                 |                               |                               |                               |                                  |                               |
| Acceleratie, 0-100 km/h                     | 7,9 s                       | 8,3 s                         | 5,9 s                           | 6,5 s                         | 5,4 s                         | 5,7 s                         | 4,9 s                            | 4,6 s                         |
| Topsnelheid                                 | 241 km/h                    | 237 km/h                      | 250 km/h (begrensd)             | 250 km/h (begrensd)           | 250 km/h (begrensd)           | 250 km/h (begrensd)           | 250 km/h (begrensd)              | 300 km/h (begrensd)           |
| Brandstofverbruik per 100 km (gecombineerd) | 8,9 l                       | 10,5 l                        | 9,4 l                           | 11,1 l                        | 12,6 l                        | 11,1 l                        | 11,3 l                           | 11,6 l                        |
| CO2-emissie                                 | 207 g/km                    | 249 g/km                      | 224 g/km                        | 264 g/km                      | 299 g/km                      | 264 g/km                      | 268 g/km                         | 270 g/km                      |
| EU-emissienorm                              | Euro 5                      | Euro 5                        | Euro 5                          | Euro 5                        | Euro 5                        | Euro 5                        | Euro 5                           | Euro 5                        |
| Prijzen                                     |                             |                               |                                 |                               |                               |                               |                                  |                               |
| Vanafprijs in Nederland                     | € 57.860,-                  | niet meer leverbaar           | € 78.030,-                      | niet meer leverbaar           | niet meer leverbaar           | niet meer leverbaar           | € 142.270,-                      | € 157.450,-                   |

## Technische gegevens XF met dieselmotor
|                                             | 2.2D 163                      | 2.2D 190                      | 2.2D 200 S                    | 2.7D                          | 3.0D V6                       | 3.0D V6 240                   | 3.0D V6 275 S                 |
| Productie                                   | oktober 2012-                 | augustus 2011-september 2012  | oktober 2012-                 | maart 2008-maart 2009         | mei 2010-augustus 2011        | april 2009-                   | april 2009-                   |
| Motoreigenschappen                          |                               |                               |                               |                               |                               |                               |                               |
| Motortype                                   | 4-cilinder in lijn, diesel    | 4-cilinder in lijn, diesel    | 4-cilinder in lijn, diesel    | 6-cilinder in V-vorm, diesel  | 6-cilinder in V-vorm, diesel  | 6-cilinder in V-vorm, diesel  | 6-cilinder in V-vorm, diesel  |
| Brandstofinjectie                           | Common-rail brandstofinjectie | Common-rail brandstofinjectie | Common-rail brandstofinjectie | Common-rail brandstofinjectie | Common-rail brandstofinjectie | Common-rail brandstofinjectie | Common-rail brandstofinjectie |
| Aanjager                                    | Bi-Turbo                      | Bi-Turbo                      | Bi-Turbo                      | Bi-Turbo                      | Bi-Turbo                      | Bi-Turbo                      | Bi-Turbo                      |
| Cilinderinhoud                              | 2179 cm³                      | 2179 cm³                      | 2179 cm³                      | 2720 cm³                      | 2993 cm³                      | 2993 cm³                      | 2993 cm³                      |
| Vermogen                                    | 120 kW (163 pk) bij 3500tpm   | 140 kW (190 pk) bij 3500tpm   | 147 kW (200 pk) bij 3500tpm   | 152 kW (207 pk) bij 4000tpm   | 155 kW (211 pk) bij 4000tpm   | 177 kW (240 pk) bij 4000tpm   | 202 kW (275 pk) bij 4000tpm   |
| Koppel                                      | 400 Nm bij 2000tpm            | 450 Nm bij 2000tpm            | 450 Nm bij 2000tpm            | 435 Nm bij 1900tpm            | 450 Nm bij 2000tpm            | 500 Nm bij 2000tpm            | 600 Nm bij 2000tpm            |
| Krachtoverbrenging                          |                               |                               |                               |                               |                               |                               |                               |
| Aandrijving                                 | Achterwielaandrijving         | Achterwielaandrijving         | Achterwielaandrijving         | Achterwielaandrijving         | Achterwielaandrijving         | Achterwielaandrijving         | Achterwielaandrijving         |
| Transmissie                                 | 8-traps automaat              | 8-traps automaat              | 8-traps automaat              | 6-traps automaat              | 6-traps automaat              | 8-traps automaat              | 8-traps automaat              |
| Meetwaarden                                 |                               |                               |                               |                               |                               |                               |                               |
| Acceleratie, 0-100 km/h                     | 10,5 s                        | 8,5 s                         | 8,5 s                         | 8,2 s                         | 8,1 s                         | 7,1 s                         | 6,4 s                         |
| Topsnelheid                                 | 209 km/h                      | 225 km/h                      | 225 km/h                      | 229 km/h                      | 240 km/h                      | 240 km/h                      | 250 km/h (begrensd)           |
| Brandstofverbruik per 100 km (gecombineerd) | 5,1 l                         | 5,4 l                         | 5,1 l                         | 7,5 l                         | 6,8 l                         | 6,0 l                         | 6,0 l                         |
| CO2-emissie                                 | 135 g/km                      | 149 g/km                      | 135 g/km                      | 199 g/km                      | 179 g/km                      | 159 g/km                      | 159 g/km                      |
| EU-emissienorm                              | Euro 5                        | Euro 5                        | Euro 5                        | Euro 5                        | Euro 5                        | Euro 5                        | Euro 5                        |
| Prijzen                                     |                               |                               |                               |                               |                               |                               |                               |
| Vanafprijs in Nederland                     | € 51.900,-                    | niet meer leverbaar           | € 56.800,-                    | niet meer leverbaar           | niet meer leverbaar           | € 65.870,-                    | € 69.850,-                    |

## Productieversie

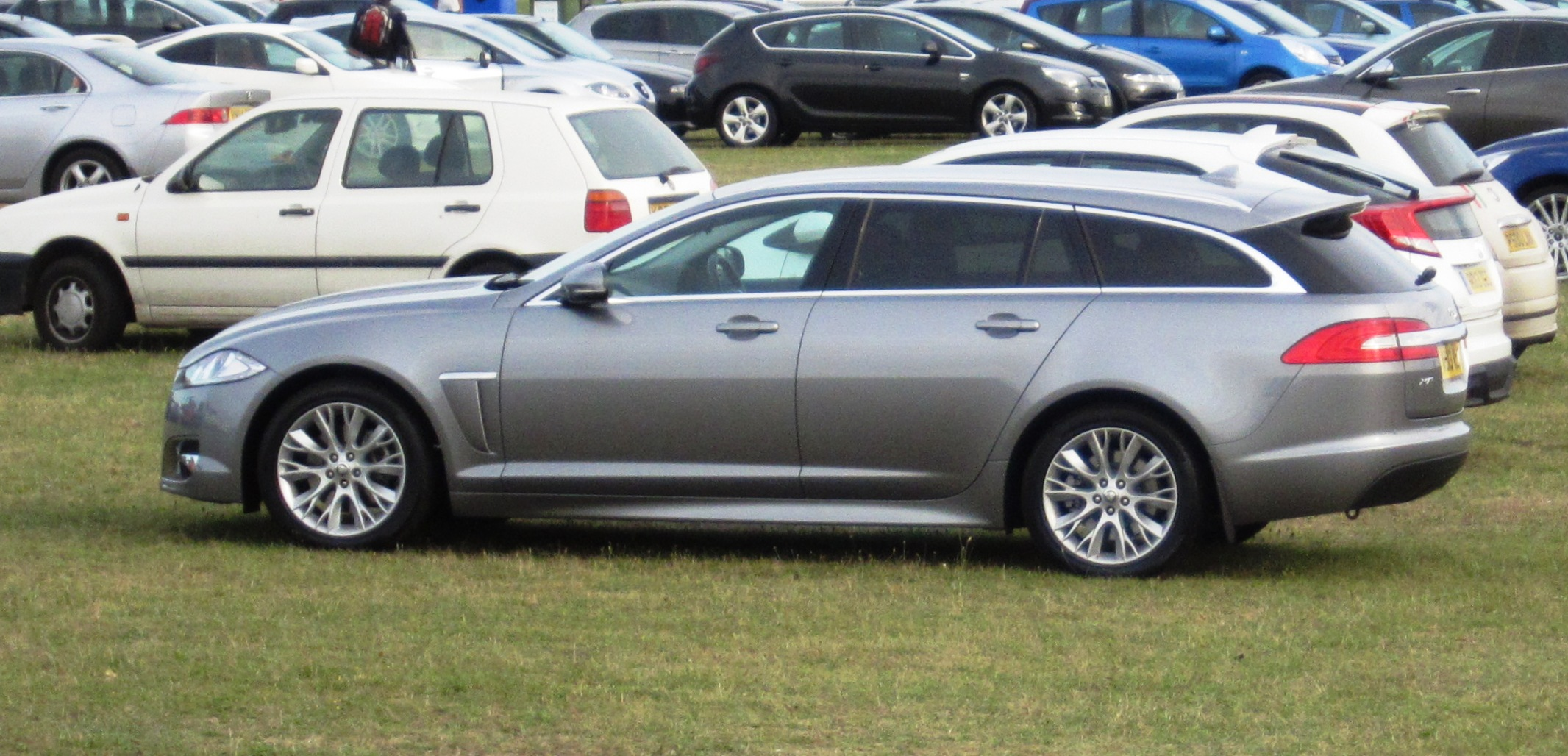
Jaguar XF-Sportbrake vanaf 2012

De uiteindelijke versie wijkt slechts op een aantal kleine punten af van het conceptmodel. De koplampen zijn iets gewijzigd en de inrichting van de auto is geoptimaliseerd om zo veel mogelijk de ruimte te benutten. De basis waarop de XF staat is dezelfde als die van de S-type, zij het met enkele aanpassingen om veiligheid te vergroten. Er zijn maatregelen getroffen om het geluidsniveau in de auto tot een minimum te beperken en zo een comfortabele rit te garanderen. De XF heeft een zes-versnellingsautomaat. Deze schakelt volgens Jaguar 10% sneller dan de S-type. Er is geen mogelijkheid om een handmatige versnellingsbak aan te schaffen.  Sinds 2011 werd de XF opnieuw gerestyled waarbij de koplampen meer lijken op die van het concept model.  Ook werd een nieuw motorblok geïntroduceerd met een 2,2 liter krachtbron die 163/190 PK levert en 400/450 Nm koppel.
In 2009 komt er een sportversie van de XF op de markt, de XF-R die een 5,0-liter supercharged V8-motor heeft van 510 pk.

## Facelift
In 2011 werd de Jaguar XF gefacelift, waardoor de auto nu meer leek op de C-XF Concept. Ook werd er een nieuwe dieselmotor geïntroduceerd, een 2.2L met 190 pk. De automaat beschikte voortaan over acht versnellingen. Hiermee werd de XF de schoonste en zuinigste Jaguar in de geschiedenis van het merk. Ook verscheen de langverwachte Sportbrake (stationwagon).
In 2013 werd de nog snellere XFR-S voorgesteld waarbij het vermogen van de Supercharged V8 werd opgeschroefd naar 550 pk.
Ook de Sportbrake is in deze uitvoering leverbaar.

## Tweede generatie

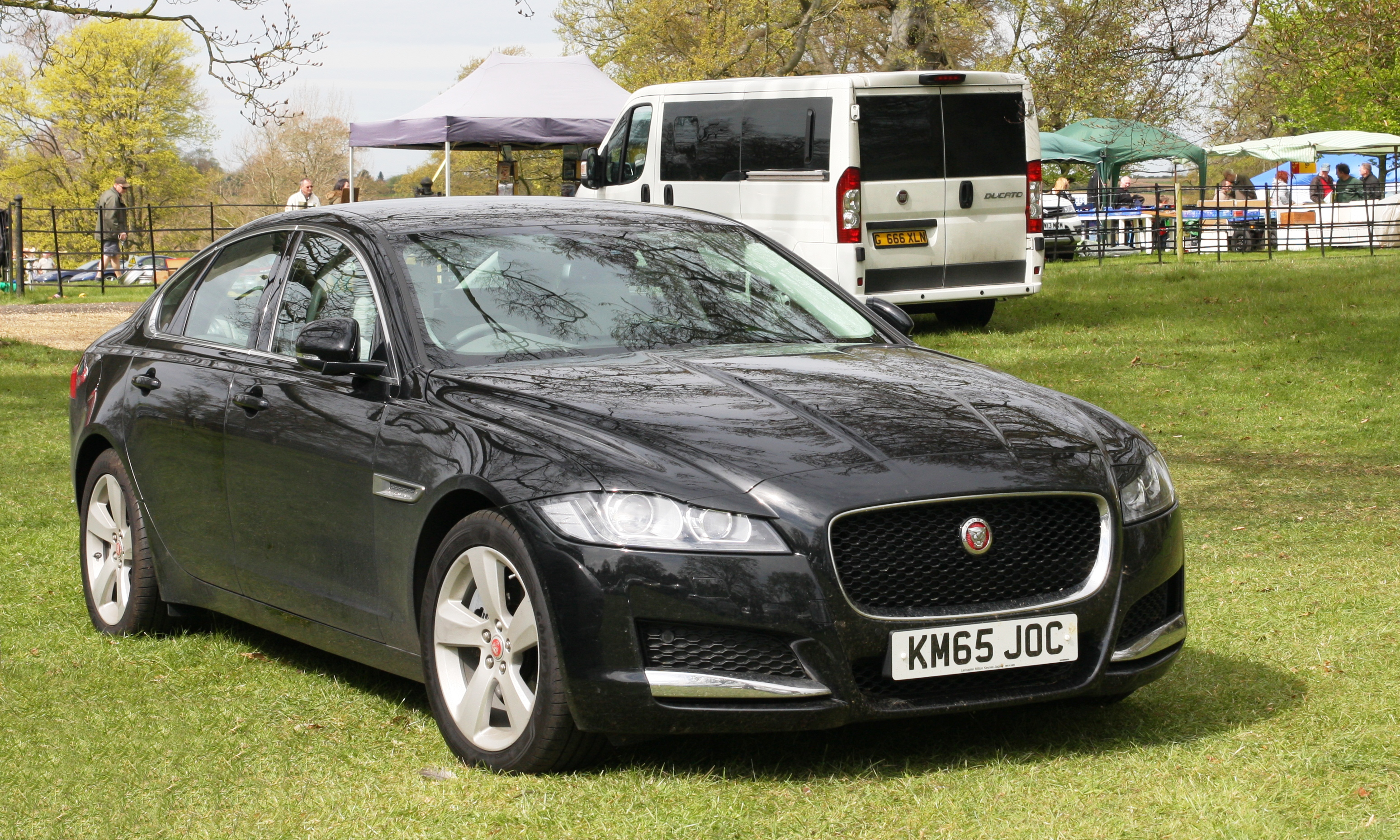
Jaguar XF (X260) (2015)

Op 24 maart 2015 stelde Jaguar de tweede generatie XF voor. Het grote publiek krijgt hem pas te zien op 1 april tijdens het salon van New York. De tweede generatie weegt 190 kg minder dan de eerste en wordt 7 mm korter, terwijl de wielbasis wel met 51 mm groeide. Designgewijs leunt de tweede generatie XF dicht aan bij de kleinere Jaguar XE. Over een nieuwe XF Sportbrake wordt voorlopig niets meegedeeld.
Voor de aandrijving zorgen aldus de 2.0 turbo benzinemotor met  ofwel de 3.0 V6 met 340 pk (of 380 pk voor de 3.0 V6 Supercharged). Jaguar maakt ook gebruik van de Ingenium viercilinder dieselmotoren, die eerder ook in de kleinere XE werden gebruikt. Dat is de 2.0 Ingenium met 163 pk/380 Nm of 180 pk/430 Nm, een 30 V6 produceert 300 pk/700 Nm. De CO2-uitstoot van de 2.0 Ingenium turbodiesel met 163 pk ligt op 104 g/km.